# Косов (Тернопольская область)
Косов (укр. Косів) — село в Белобожницкой сельской общине Чортковского района Тернопольской области Украины. Расположено на берегах реки Белый Поток (правый приток Серета, бассейн Днестра), в 17 км от районного центра и 8 км ближайшей железнодорожной станции Белобожница.
Население по переписи 2001 года составляло 1511 человек. Почтовый индекс — 48511. Телефонный код — 3552.